# Azealia Banks
Azealia Amanda Banks, född 31 maj 1991 i Harlem i New York, är en amerikansk låtskrivare, sångerska, skådespelare och rappare.

## Musikkarriär
2008 började Banks släppa musik genom sociala medier så som Soundcloud och Myspace vilket ledde till ett skivkontrakt med "Interscope" och "Polydor Records". 2012 släppte hon sin EP "1991" och singeln "212" blev en viral hit över en natt. 2012 släppte hon sin första mixtape "Fantasea".
6 november 2014 släppte hon, efter en försening på 1,5 år, sitt debutalbum "Broke with Expensive Taste". Albumet släpptes mindre än en månad efter att hon avbröt sitt kontrakt med "Interscope" efter att hon har kämpat för att bli av med skivbolaget i ett år. Albumet hamnade på topplistor på bland annat Spotify, iTunes och Billboard.
2016 släppte hon en gratis mixtape med titeln "SLAY-Z" där bland annat Rick Ross gästar.
23 juni 2016 gick Banks ut på Facebook och berättade att hon skulle sluta rappa och endast göra musik som sångerska, då hennes passion aldrig riktigt varit rapp/hiphop.

## Karriär som skådespelerska
I tonåren gick Banks på La Guardia High School i New York och studerade skådespeleri och gjorde auditions för bland andra Nickelodeon som inte ledde någonstans. Några år senare gjorde Banks skådespelardebut som huvudrollen i filmen "Coco" som handlar om en ung kvinnlig rappare som vill lyckas med sin musikkarriär. Filmen producerades av RZA och skådespelare såsom Lorraine Toussaint, Jill Scott och Hana Mae Lee medverkar i filmen. 

## Övrigt
Banks singel "212" var med i soundtracket för filmen Pitch Perfect och var introlåten för filmen.
I februari 2015 poserade hon naken på omslaget av Playboy med bilder fotograferade av Ellen von Unwerth.
Banks var nära vän med kollegan Lana Del Rey och gästade på hennes remix för "Blue Jeans". Banks har även gästat svenska artisten Elliphants låt Everybody. Banks är öppet bisexuell.
I mars 2025 flyttade Banks till Stockholm.

## Diskografi

### Singlar
- The Big Big Beat (2016)
- Chi Chi (2017)
- Escapades (2017)
- Anna Wintour (2018)

- Treasure Island (2018)
- Miss Camaraderie (Bon Vivant Remix) (2018)
- Pyrex Princess (2019)
- Count Contessa (2019)
- Salchicon (feat. Onyx) (2020)
- Slow Hands (2020)
- 1-800-Nu-Checks (2020)

### Soundcloud-exklusiva singlar
- Grand Scam
- NEEDSUMLUV
- SUCCUBI
- Barely Legal
- Venus
- Blown Away
- BLOWN AWAY
- Chega De Saudade (Acoustic Cover)
- Let You In (ANTI - 8 REF -)
- Your Heir
- PLAYHOUSE
- Jihadi
- Moisturous Pussy
- Nirvana
- Diamond Nova feat. Pharrell

### Studioalbum
- Broke with Expensive Taste (2014)
- Business and Pleasure (TBA)

### EP-skivor
- 1991 (2012)
- Icy Colors Change (2018)

### Mixtapes
- Fantasea (2012)
- SLAY-Z (2016)
- Yung Rapunxel II (2019)
- Fantasea II: The Second Wave (TBA)

## Filmografi
- The American Ruling Class (2005)
- Coco (2016)

### Fotnoter
1. ↑  ”Facebook”. www.facebook.com. https://www.facebook.com/azealiabanksmusic/posts/858653867572630. Läst 8 juni 2024.
2. ↑  http://www.spin.com/articles/azealia-banks-spin-issue-story?page=0
3. ↑  Natalie Robehmed. ”Azealia Banks: Hip-Hop Cash Princess” (på engelska). Forbes. https://www.forbes.com/sites/natalierobehmed/2014/02/19/azealia-banks-hip-hop-cash-princess-2/. Läst 8 juni 2024.
4. ↑  ”Azealia Banks 212”. http://www.huffingtonpost.com/news/azealia-banks-212/. Läst 30 april 2016.
5. ↑  ”Azealia Banks: Slay-Z album review”. http://pitchfork.com/reviews/albums/21790-slay-z/. Läst 30 april 2016.
6. ↑  ”Azealia Banks releases new mixtape, "Slay-Z".”. http://www.nme.com/news/azealia-banks/92534. Läst 30 april 2016.
7. ↑  Robehmed, Natalie (14 februari 2014). ”Azealia Banks: Hip-Hop Cash Princess”. Forbes. http://www.forbes.com/sites/natalierobehmed/2014/02/19/azealia-banks-hip-hop-cash-princess-2/.
8. ↑  ”Facebook”. www.facebook.com. https://www.facebook.com/azealiabanksmusic/posts/858657367572280. Läst 8 juni 2024.
9. ↑  ”The Making of Azealia Banks”. Spin. 28 augusti 2012. https://www.spin.com/2012/08/azealia-banks-spin-issue-story/. Läst 8 juli 2019.
10. ↑  ”Arkiverade kopian”. Arkiverad från originalet den 13 december 2015. https://web.archive.org/web/20151213191549/http://www.imdb.com/title/tt4686108//. Läst 3 januari 2016.
11. ↑  Billboard Staff (11 februari 2015). ”Azealia Banks Poses Nude for ‘Playboy’” (på amerikansk engelska). Billboard. https://www.billboard.com/music/music-news/azealia-banks-playboy-6465926/. Läst 8 juni 2024.
12. ↑  http://thefourohfive.com.+”Elliphant and Azealia Banks address 'Everybody' on new single” (på engelska). The 405. Arkiverad från originalet den 8 juli 2019. https://web.archive.org/web/20190708115832/https://www.thefourohfive.com/music/article/elliphant-and-azealia-banks-address-everybody-on-new-single-145. Läst 8 juli 2019.
13. ↑  Ortved, John (1 februari 2012). ”Azealia Banks, Taking Her Cues and Lyrics From the Street” (på amerikansk engelska). The New York Times. ISSN 0362-4331. https://www.nytimes.com/2012/02/02/fashion/azealia-banks-a-young-rapper-taking-cues-from-the-street.html. Läst 8 juni 2024.
14. ↑  ”Azealia Banks Moves to Sweden—After Previously Calling It a “Racist” Country”. the Source. 19 mars 2025. https://thesource.com/2025/03/19/azealia-banks-moves-to-sweden-after-previously-calling-it-a-racist-country/. Läst 3 maj, 2025.
15. ↑  ”Rapparen Azealia Banks flyttar till Stockholm”. www.svt.se. 19 mars 2025. https://www.svt.se/kultur/rapparen-azealia-banks-flyttar-till-stockholm. Läst 3 maj 2025.